# Antifascistisk aktion

En AFA-logotyp med tysk text

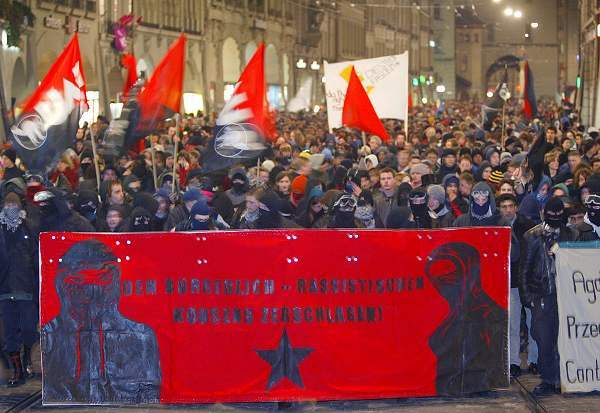
Antifascismdemonstration i Bern, augusti 2006.

Antifascistisk aktion (AFA) är ett namn som används i olika delar av världen av ett antal vänsterextrema och våldsbejakande grupper som har sin ideologiska grund i olika former av socialistiska inriktningar såsom frihetlig socialism, anarkism och kommunism. Ett flertal olika nätverk och grupper som använder namnet AFA finns i Europa. I Sverige startades ett nätverk för AFA-grupper 1993, men namnet AFA har även använts av lokala grupper i Sverige som existerat helt oberoende av denna struktur både före och efter att nätverket bildades.

## Historia
Det första AFA, Antifaschistische Aktion, startades på 1930-talet av Tysklands kommunistiska parti som försvar mot främst nazistpartiet. De AFA- och Antifa-grupper som finns i Europa idag är av nyare datum men har, i varierande grad, detta ursprungliga AFA som förebild.

## AFA i Europa
AFA är verksam på en rad platser runt om i Europa, men är ingen centralt sammanhållen organisation. AFA har varit uppe för debatt i bland annat Sverige och uppmärksammats mycket i media. I Sverige och Tyskland har exempelvis organisationernas aktioner även omfattat våldsam aktivism såsom upplopp, stenkastning och vandalism.
Det finns en ideologisk skillnad mellan Öst- och Västeuropa: I Östeuropa är de anarkistiska inslagen i regel påtagliga, medan i Västeuropa är den socialistiska traditionen mer grundläggande. I Spanien och Italien åberopas kommunistisk ideologi.

### Antifascistisk aktion i Storbritannien
Antifascistisk aktion (AFA) i Storbritannien var en militant antifascistisk organisation som grundades 1985 av medlemmar i Red Action och andra vänstergrupper.
AFA var aktiv i kampen mot fascistiska och rasistiska organisationer, såsom National Front och British National Party, där den förstnämnda exempelvis samarbetar med öppet nynazistiska Stormfront. AFA hade vad de kallade en "tvådelade" strategi som innefattade (1) fysisk konfrontation med fascisterna på gatorna och (2) ideologisk kamp mot fascism inom arbetarklassen. Medan de vanliga antirasistiska grupperna ofta fokuserade på den svarta befolkningen och andra etniska minoriteter som offer för diskriminering, fokuserade AFA sina ansträngningar på den vita arbetarklassen, som de såg som den fascistiska rörelsens viktigaste rekryteringsbas. AFA:s fysiska konfrontationer var dock mer framträdande än deras ideologiska arbete, där deras taktik kritiserades för sin "squadism" och användning av våld.

### Antifascistisk aktion i Sverige
Antifascistisk aktion (AFA) är ett svenskt frihetligt anarkistisk autonomt nätverk, bildat 1993, som en del av det internationella nätverket Antifascistisk aktion. Nätverket består av militanta antifascister som har sin ideologiska grund i olika former av socialism. En central del av AFA:s konfliktrepertoar under dess tidiga verksamhetsår var att arbeta i breda nätverk för att arrangera större protester och blockader mot högernationella demonstrationer, vilket har kopplats till hur viktiga blockaderna av 30 novemberfirande 1991 i Lund och Stockholm var för dess första generation av aktivister. AFA blev i Sverige under det 1990-talet och tidiga 00-talet en allt mer sluten organisation, som i likhet med Revolutionära Fronten fokuserade på aktioner utförda av små grupper i hemlighet. På detta sätt avvek de svenska grupperna på en del plan radikalt från många av dess europeiska motsvarigheter, och AFA i till exempel i Berlin (ALB) och Köpenhamn fortsatte verka öppet och arrangerade demonstrationer, konserter, konferenser samt publicera tidningar och delta i breda antirasistiska nätverk.[källa behövs]
AFA:s övergripande mål är att genom en revolution avskaffa den nuvarande samhällsordningen till förmån för ett statslöst och klasslöst samhälle. Nätverket bekämpar organisationer och personer inom den nationella rörelsen, men även myndigheter, företag och förtroendevalda politiker som de anser bidrar till att upprätthålla den nuvarande samhällsordningen som AFA anser vara exploaterande av en rad olika grupper.
AFA:s aktioner har i många fall varit våldsamma, och organisationen har tagit på sig skulden för bland annat mordbränder, misshandel och hot mot aktörer som ses som motståndare. AFA anser att våld i vissa fall är en metod för att uppnå organisationens mål, och beskriver antifascism som en form av självförsvar. Säkerhetspolisen ser AFA som en av de ledande organisationerna inom vad de kallar den autonoma miljön. De menar vidare att den autonoma miljön, där AFA ingår, utgör ett hot mot delar av det demokratiska statsskickets grundläggande funktioner,, har hög förmåga till ordningsstörningar och är ett allvarligt hot mot enskilda individers fri- och rättigheter.
I Eskilstuna har AFA och Revolutionära fronten riktat misshandel, skadegörelse och hotbrev mot Klassiskt liberala partiet, Kristdemokraterna och Sverigedemokraterna.